# Anna Schaffelhuber
Anna Katharina Schaffelhuber (Ratisbona, 26 gennaio 1993) è una sciatrice alpina tedesca, vincitrice di sette medaglie d'oro alle Paralimpiadi Invernali del 2014 e del 2018 e nove medaglie d'oro ai Mondiali.

## Biografia
Nata con il midollo spinale incompleto, è affetta da paraplegia ed usa una sedia a rotelle. Ha iniziato a praticare il monosci all'età di cinque anni e all'età di quattordici anni ha ricevuto una borsa di studio per partecipare ad un programma nazionale di sci junior. 

## Carriera
Schaffelhuber gareggiava nella classifica sci alpino LW10 utilizzando un monosci seduta e stabilizzatori.
È stata selezionata per la squadra tedesca alle Paralimpiadi invernali 2010 tenutesi a Vancouver, Columbia britannica, in Canada, dove ha gareggiato in quattro specialità. Ha vinto la medaglia di bronzo nel superG finendo dietro all'austriaca Claudia Losch e alla statunitense Alana Nichols. È arrivata poi quarta in altre due prove, la supercombinata e lo slalom, e settima nello slalom gigante. Durante la cerimonia di chiusura dei Giochi è stata la portabandiera tedesca.
Ha sciato ai Mondiali di sci alpino paralimpico 2011, tenutisi a Sestriere, in Italia. Dove ha vinto le tre medaglie d'oro (nella seduta supercombinata femminile, slalom gigante e slalom gigante), un argento nella prova a squadre, oltre ad arrivare quarta sia nella discesa libera che nel superG.
Ai Mondiali di sci aplino paralimpico 2013 tenutisi a La Molina, in Spagna, ha difeso con successo il suo titolo nello slalom, vincendo la medaglia d'oro. Ha vinto altre quattro medaglie: medaglie d'argento nello slalom gigante e nel superG e medaglie di bronzo nella supercombinata e nella discesa libera.

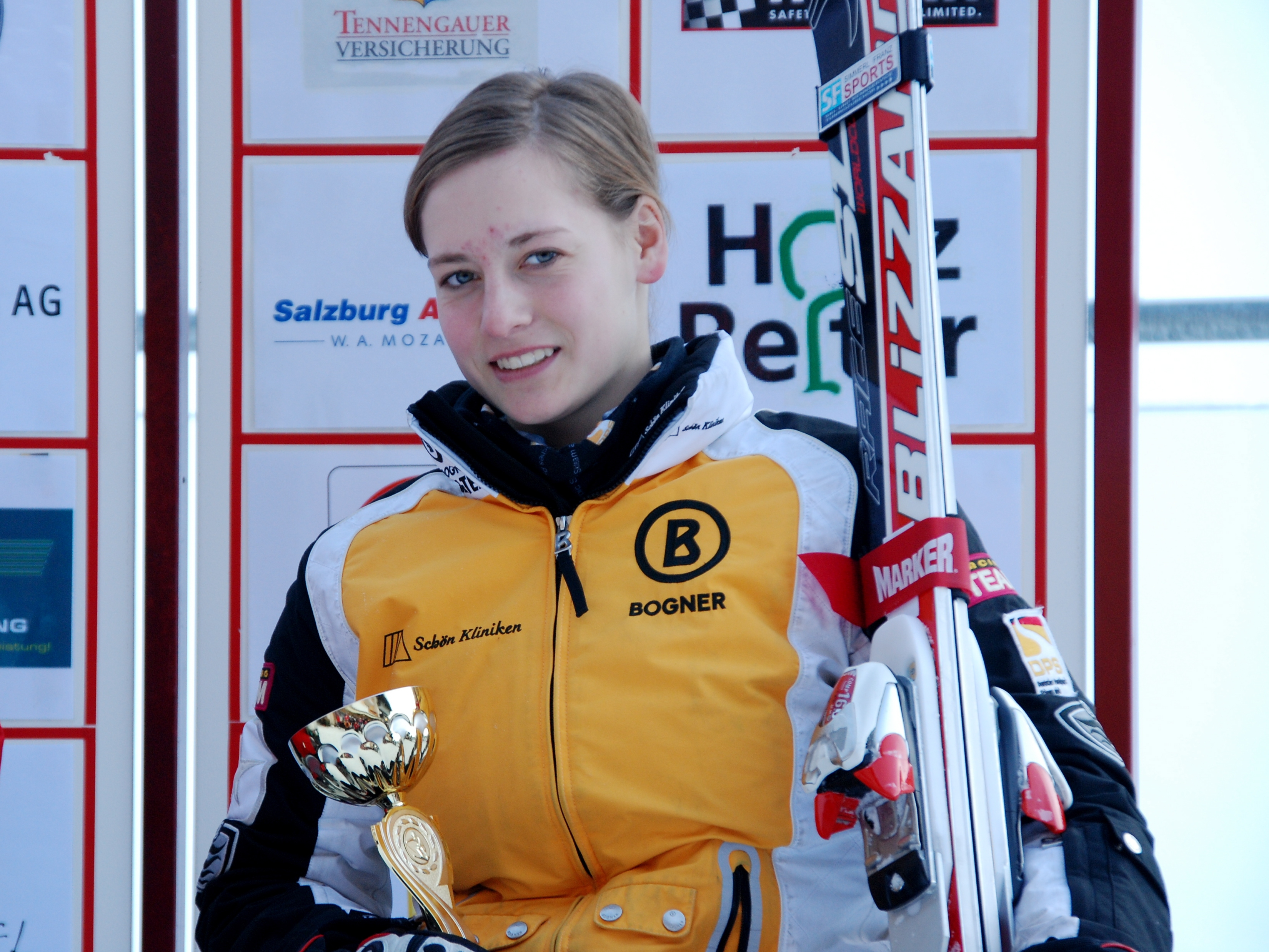
Schaffelhuber sul podio di un evento in Austria

Ha partecipato alla sua seconda Paralimpiadi ai Giochi invernali del 2014 a Soči, in Russia, dove ha conquistato la sua prima medaglia d'oro alle Paralimpiadi, vincendo la discesa libera. Ha vinto una seconda medaglia d'oro nel superG. Gareggiando nello slalom, inizialmente è stata squalificata per non avere avuto i stabilizzatori in posizione stazionaria all'inizio della sua prima manche e nei comunicati stampa la connazionale Anna-Lena Forster è stata identificata come la medaglia d'oro. A seguito di un appello, Schaffelhuber è stata reintegrata e le è stata assegnata la terza medaglia d'oro ai Giochi con Forster che ha vinto la medaglia d'argento. Schaffelhuber ha vinto una quarta medaglia d'oro nella combinata, con Forster che ha vinto ancora una volta l'argento, poiché le due sciatrici tedesche sono state le uniche atlete a completare la gara. Schaffelhuber ha vinto la sua quinta medaglia d'oro, completando il tabellone nelle gare in seduta, vincendo lo slalom gigante. È diventata la seconda atleta a vincere gli eventi di sci alpino dopo Lauren Woolstencroft nel 2010. Per la sua performance ai Giochi, Schaffelhuber è stata premiata come migliore atleta donna ai Paralympic Sports Awards.

## Premi
Nel novembre 2010 Schaffelhuber è stata votata atleta del mese dal Comitato Paralimpico Internazionale, dopo aver ottenuto il 45% dei voti del pubblico. A novembre 2011 è stata nominata Atleta disabile dell'anno in Germania ed è stata dichiarata Atleta disabile donna dell'anno 2013 da parte del Comitato Nazionale Paralimpico Tedesco.

## Palmarès

### Paralimpiadi
- 9 medaglie:
  - 7 ori (discesa libera, supergigante, slalom speciale, supercombinata, slalom gigante a Soči 2014; discesa libera, supergigante a Pyeongchang 2018)
  - 1 argento (supercombinata a Pyeongchang 2018)
  - 1 bronzo (supergigante a Soči 2014)

### Mondiali
- 19 medaglie:
  - 9 ori (supercombinata, slalom speciale e slalom gigante a Sestriere 2011; slalom speciale a La Molina 2013; supergigante e slalom gigante a Panorama 2015; discesa libera, slalom speciale e supercombinata a Tarvisio 2017)
  - 7 argenti (team event a Sestriere 2011; slalom gigante e supergigante a La Molina 2013; slalom speciale e supercombinata a Panorama 2015; slalom gigante e supergigante a Tarvisio 2017)
  - 3 bronzi (discesa libera e supercombinata a La Molina 2013; discesa libera a Panorama 2015)